# Île aux Pommes
L’île aux Pommes est une minuscule île naturelle du fleuve Saint-Laurent située dans la région de Trois-Pistoles, dans le Bas-Saint-Laurent, au Québec  à quelque 250 kilomètres à l'est de la Ville de Québec. Cette île fait donc partie de la province de Québec (Estuaire et Golfe du Saint-Laurent), selon le Répertoire des  Aires protégées au Québec.  
Bien que toute petite, elle a été désignée comme zone importante pour la conservation des oiseaux.

## Toponymie et localisation
Le nom de l'île aux Pommes provient de la présence de canneberges durant l'époque de la Nouvelle-France, qui étaient appelées à l'époque, « pommes de terre ». L'une des premières mentions provient d'un document anonyme se référant au journal de Louis-Joseph de Montcalm. En fait, le nom scientifique du fruit ayant donné son nom à l'île aux Pommes est l'Airelle Vigne d'Ida ou airelle rouge (Vaccinium vitis idaea), tel que mentionnée par Marie-Victorin dans sa Flore laurentienne. Aujourd'hui, ce petit fruit n'est plus présent sur l'île à cause de l'omniprésence des goélands et des cormorans au cours des années 1940 à 1980.

## Géographie
L’île aux Pommes est située dans l’estuaire moyen du fleuve Saint-Laurent à environ cinq kilomètres de sa rive sud, à la hauteur de la municipalité de Saint-Éloi. Elle consiste en un archipel de six îles dont la principale est l’île aux Pommes. Cette île, d’une superficie de 25 hectares, se trouve dans la municipalité de L’Isle-Verte, dans la région du Bas-Saint-Laurent, dans la paroisse de Saint-Jean-Baptiste-de-l’Île-Verte (circonscription foncière de Témiscouata). L'île est longue de 1,9 km avec une largeur maximum de 160 m et son sommet est à 20 m d'altitude. Dans ce secteur, le fleuve a environ 25 km de largeur. Elle se situe à 5 km à l'ouest de l'île aux Basques, aussi un refuge d'oiseaux à Trois-Pistoles, et environ la même distance à l'est de l'île Verte (Cacouna).

## Protection du territoire
Le gouvernement du Québec a adopté la Loi sur la conservation du patrimoine naturel en 2003 (L.R.Q.,c.C.61.01). Au terme de cette Loi, une propriété privée peut être reconnue réserve naturelle, à la condition de posséder des caractéristiques sur le plan biologique, écologique, faunique, floristique, géologique, géomorphologique ou paysager présentant un intérêt qui justifie sa conservation (article 54 de la Loi). Une réserve naturelle est un milieu naturel privé légalement reconnu par le ministère du Développement durable, de l'Environnement et des Parcs du Québec afin d’en assurer la conservation.
Des démarches ont été entreprises en ce sens par le propriétaire et le 19 mai 2004, la réserve naturelle de l’Île-aux-Pommes a été reconnue à titre d’aire protégée pour une durée perpétuelle par le ministre de l’Environnement, en vertu de la Loi sur la conservation du patrimoine naturel. L’île aux Pommes est la première île de l’estuaire du Saint-Laurent à jouir d’un tel statut. Ce petit morceau de terre et de roc appartient depuis 4 générations (1927) à la famille Déry qui a consacré loisirs et argent à redonner à ce coin de pays une oasis de paix pour les oiseaux migrateurs qui viennent y nicher.
Dans le communiqué de presse annonçant la reconnaissance de l’île aux Pommes comme réserve naturelle en milieu privé, le ministre de l'environnement du Québec, Thomas Mulcair, précisait « La reconnaissance de la réserve naturelle de l’Île-aux-Pommes vient concrétiser les efforts entrepris par trois générations de la famille Déry pour assurer la conservation et la protection de ce milieu insulaire. Suivant une optique de conservation durable, le propriétaire désire favoriser l’évolution naturelle du milieu tout en y pratiquant des activités récréatives légères et en y maintenant une protection accrue de par son statut de réserve naturelle en milieu privé. Ce geste de conservation se veut une assurance à long terme pour la protection du milieu naturel qu’est l’île aux Pommes, et ce, pour le bénéfice des générations futures. »
Grâce à la clairvoyance, l’implication et à l’attachement des divers propriétaires de l’île aux Pommes depuis 1927, l’île est désormais un milieu naturel exceptionnel protégé à perpétuité offrant nourriture, habitat, repos et quiétude à une faune ailée variée.
L'effort de l'homme a permis de recréer un milieu d'une richesse exceptionnelle pour la faune aviaire, car ce territoire avait été détruit,.
Rappelons que pour y réussir, la famille Déry a obtenu l'aide de Canards illimités et du Service canadien de la faune. Trois kilomètres de sentiers pédestres sillonnent maintenant l'île sur toute sa longueur et permettent aux ornithologues et biologistes d'observer et étudier les aires de nidification.
Ces efforts ont été soulignés par l'obtention d'une récompense en 2007: le propriétaire de l'île aux Pommes, Gaston Déry, a reçu le Phénix de l'environnement du Québec, pour la mise en valeur de milieux naturels et de la biodiversité.

## Recherches scientifiques
Le territoire de l’Île aux Pommes est la propriété de la famille Déry depuis 1927 et dès cette époque, des activités de protection et de conservation du milieu ont été amorcées par David-Alexis Déry. Ce dernier a d’ailleurs été le principal fondateur de la Société Provancher d'histoire naturelle du Canada. C’est sous son initiative que cette société s’est portée acquéreur de l'île voisine à l’est de l'île aux Pommes, soit l'île aux Basques. L'île aux Pommes a été mise à la disposition du Service canadien de la faune du gouvernement fédéral, de divers ministères du gouvernement du Québec et des universités Laval et de Montréal, afin que des scientifiques y fassent des recherches permettant de mieux connaître diverses espèces de canards en relation avec leurs habitats. 
L'île est fréquentée par des ornithologues et des chercheurs depuis plus de 60 ans. Des personnages aussi connus que l'auteur de la Flore laurentienne, le frère Marie-Victorin et l'auteur du fameux A field guide to the birds , Roger Tory Peterson, un pionnier dans le monde ornithologique, ainsi que le biologiste émérite Austin Reed qui y a fait sa thèse de doctorat dans les années 60, ont tous foulé l'île aux Pommes. Encore chaque année, l'île reçoit la visite des biologistes de l'Université du Québec à Montréal.
Le propriétaire actuel, Gaston Déry, a acquis l'île aux Pommes en 1980 pour perpétuer ce que sa famille a entrepris il y a deux générations, soit assurer la conservation et la protection du milieu insulaire de l'île aux Pommes. Dans cette optique, le propriétaire a préparé, avec l’organisme Canards Illimités Canada, un plan d’aménagement et une entente de 25 ans a été signée avec Canard Illimités Canada afin d’améliorer l’habitat naturel de la sauvagine. Le plan d’aménagement vise notamment à maintenir la végétation insulaire afin de permettre la protection des espèces fauniques ou floristiques et maintenir des habitats naturels propices à la nidification, à l’élevage, à l’alimentation et au repos d’une faune aviaire variée, et de façon plus particulière une colonie de canards eiders.[réf. souhaitée]Référence: Convention intervenue à Québec, le 26 juillet 1989 entre Gaston Déry et Canards illimités Canada.
Le maintien de la qualité de ce milieu naturel, lequel résulte des efforts soutenus de la famille Déry et des partenariats qu’ils ont établis en fait une oasis exceptionnelle pour la faune ailée. Dans le reportage "La planète des eiders",  Austin Reed déclare que « c'est ici sur l'île aux Pommes que les scientifiques ont commencé à étudier sérieusement l'eider et l'ensemble de tout ce matériel qui a été fait depuis une quarantaine d'années est considérable dans la littérature à travers le monde car on retrouve l'eider partout dans l'hémisphère nord » . De façon globale, l'île aux Pommes a été et continue d’être utilisée par les divers organismes à caractère scientifique et de vulgarisation, afin d’étudier le comportement de la sauvagine en relation avec son habitat.[réf. nécessaire]

## La flore et la faune
L'île aux Pommes consiste en un milieu naturel riche formé de schistes ardoisiers sur lesquels repose un couvert de hautes herbacées dominées par l'épilobe à feuilles étroites et les graminées du genre Calamagrostis. On y trouve également des arbustes tels que les groseilliers, les framboisiers, les rosiers sauvages ainsi que des bosquets de peupliers et d'amélanchiers et quelques épinettes.
L'île aux Pommes, ainsi que les îles, îlots et battures attenants, sont une aire de repos et d’alimentation pour la sauvagine et les oiseaux de différentes espèces en période de migration. Durant la période de nidification et d’élevage, la réserve accueille plusieurs espèces d’oiseaux, dont une colonie d’eiders à duvet. Le territoire est également fréquenté par des mammifères marins tels le phoque commun, qui se repose sur les rochers à marée basse. On peut aussi y observer des petits rorquals et des bélugas. Plusieurs espèces de mollusques peuplent les fonds marins.

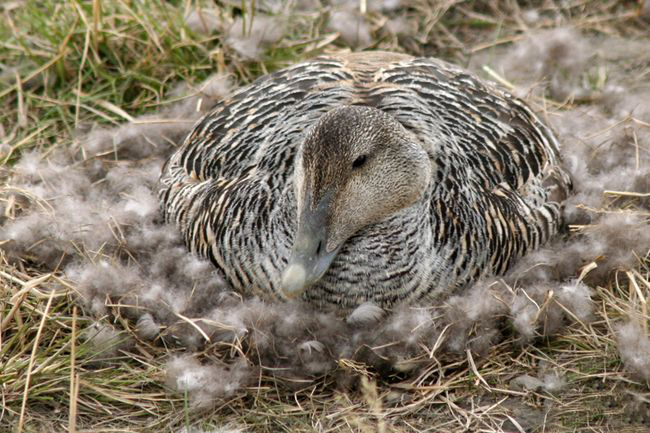
Femelle eider à duvet, couvant sur son nid, recouvert de son duvet (Spitzberg)

### Eider à duvet
L'île est devenue, après sa restauration, le lieu privilégié de nidification des canards eiders à duvet (Somateria mollissima)  ; on y dénombre annuellement de 2 000 à 2 500 nids. L'île aux Pommes abrite donc la deuxième colonie d'eider à duvet d'importance de l'estuaire du Saint-Laurent et exerce un rôle déterminant dans l'équilibre et la biodiversité de ce secteur.

#### Récolte du duvet
Chaque année, on y fait la récolte du duvet de l'eider en prélevant une petite partie du duvet qui protège chaque nid, tout en  prenant soin de déranger le moins possible la nidification de ces migrateurs venus se reproduire sur cette île. Ce sont les professionnels de la Société Duvetnor qui accomplissent cette tâche dans le cadre de leurs activités de recherche et de conservation liées aux populations d'eider à duvet de l'estuaire et du golfe Saint-Laurent. Ces recherches sont effectuées en collaboration avec des biologistes de l'Université du Québec à Montréal qui réalisent aussi l'inventaire de la population de ces canards marins. Les profits de la récolte du duvet sont remis au propriétaire de l'île, qui les réinvestit dans l'aménagement et la protection de la réserve naturelle.

### Autres visiteurs ailés
D'autres espèces d'oiseaux reviennent y séjourner soit lors des migrations printanières, ou lors de la saison estivale et automnale :
- guillemot à miroir (Cepphus grylle)
- macreuse à bec jaune (Melanitta americana)
- chevalier à pattes jaunes ou petit chevalier (Tringa flavipes)
- petit pingouin appelé également pingouin torda (Alca torda)
- bruant chanteur (Melospiza melodia)
- bruant des prés (Passerculus sandwichensis).
- bernache cravant
- eider à duvet
- goéland marin
- goéland argenté
- mouette tridactyle
- plongeon huard
- macreuse noire
- grand chevalier
- junco ardoisé
- merle d'Amérique
- bruant à couronne blanche
- bruant à gorge blanche
- corneilles
- grand corbeau
- canard pilet
- canard souchet
- cormoran à aigrettes
- busard Saint-Martin
- harfang des neiges
- bernache du Canada
- oie des neiges
- faucon émerillon
- canard colvert
- canard noir

## Filmographie et documentaire
Les activités de conservation qui ont lieu à l'île aux Pommes sont de plus en plus connues et ont fait l'objet de deux reportages dans le cadre de Semaine verte, une émission de la télévision de Radio-Canada. Un premier reportage dont le sujet principal était le travail de conservation effectué par Gaston Déry à l'île aux Pommes et intitulé « Le gardien de l'île » a d'abord été diffusé le 31 août 2007. Un second reportage diffusé le 18 septembre 2010, et intitulé « La planète des eiders », mettait l'accent sur la colonie d'eider à duvet qui niche sur l'île ainsi que sur l'écosystème de l'île.